# Daniel (Elton John)
Daniel è una canzone composta e cantata dall'artista britannico Elton John. Il testo è di Bernie Taupin.

## Il brano
Rimane indubbiamente una delle canzoni più conosciute dell'intero repertorio di Elton.
Proveniva dal celebre album del 1973 Don't Shoot Me I'm Only the Piano Player; canzone di chiaro stampo pop, presenta una melodia decisamente malinconica, così come la voce di Elton (potrebbe anche lontanamente ricordare Little Jeannie, celebre brano eltoniano del 1980). Bernie scrisse il testo ispirandosi alla Guerra del Vietnam; il brano parla infatti di un veterano che, rimasto cieco e tornato a casa, volendo però ormai restare da solo, prende un aereo per la Spagna. A narrare la vicenda è il fratello che ne sente molto la mancanza. Secondo Taupin, il brano sarebbe senz'ombra di dubbio il più incompreso dal pubblico: effettivamente, è stato spesso visto come una canzone narrante un amore omosessuale (in realtà i due uomini sono fratelli, come si capisce chiaramente nel ritornello).
Daniel divenne subito un singolo (con la versione alternativa di Skyline Pigeon come B-side) di grande successo, arrivando secondo nella classifica pop statunitense e primo nella classifica Adult Contemporary (sempre statunitense). La canzone raggiunse la Top 5 nel Regno Unito e il quarto posto in Italia.

## Personale
- Elton John – Voce, cori, Fender Rhodes piano elettrico, Mellotron (per parti di flauto)
- Davey Johnstone – chitarra acustica, banjo
- Dee Murray – basso
- Nigel Olsson – batteria, maracas
- Ken Scott – Sintetizzatore ARP

## Classifiche
| Classifica (1973)                | Posizione più alta |
| -------------------------------- | ------------------ |
| Official Singles Chart           | 4                  |
| Paesi Bassi (Top 40)             | 14                 |
| Paesi Bassi (GfK)                | 15                 |
| Germania                         | 27                 |
| Irlanda                          | 4                  |
| Italia                           | 4                  |
| Norvegia                         | 8                  |
| Svizzera                         | 5                  |
| US Billboard Pop Singles         | 2                  |
| Nuova Zelanda                    | 2                  |
| US Hot Adult Contemporary Tracks | 1                  |
| Canada                           | 1                  |

## Cover
Della canzone esistono numerose cover, eseguite da artisti quali per esempio Wilson Phillips (la loro versione, contenuta nell'album Two Rooms: Celebrating the Songs of Elton John & Bernie Taupin, raggiunse la posizione 7 nella classifica Adult Contemporary statunitense), Jose Feliciano, Bonnie Prince Billy & Tortoise, i Fuel e il duo Petty Booka.